# 玉浦海战
玉浦海战（韓語：옥포 해전），是1592年6月18日（陰曆五月七日）发生在现今韩国慶尚南道巨济岛玉浦湾的一场海战。此次海战是朝鲜壬辰卫国战争的第一次海战，也是李舜臣将军军事生涯中的第一场胜仗。在巨济市建有纪念此次海战的纪念馆。

## 战争经过
1592年五月七日，从全罗南道丽水发兵而来的李舜臣在巨济岛玉浦湾对入侵的日军发动突袭。当时这次舰队处于极少人看守状态，藤堂高虎以下的官兵都在岸上进行扫讨。李舜臣的舰队排出一字阵型，使用火炮对倭舰进行了猛烈炮轰。11艘日船被击毁，有六艘日船想要逃跑被击毁四艘，再加上次日的赤珍浦之战又击毁11艘。26艘倭舰被击沉大批日军伤亡。此次海战是朝鲜壬辰卫国战争的首次大捷，取得了海上控制权，使入侵的日军惶恐不安。